# Tonga-Großfußhuhn
Das Tonga-Großfußhuhn (Megapodius pritchardii), auch Pritchardhuhn genannt, ist eine Art aus der Familie der Großfußhühner (Megapodiidae) innerhalb der Ordnung der Hühnervögel. Die Art ist endemisch in Tonga und wird nach der Insel Niuafoʻou auch als Polynesian megapode oder Niuafoʻou megapode bezeichnet, wo früher das einzige Vorkommen bestand. Der Artname ehrt den Britischen Konsul William Thomas Pritchard.

## Merkmale
Das Großfußhuhn erreicht eine Körperlänge von ca. 36 cm. Die Haube steht leicht aufrecht. Das Gefieder ist überwiegend dunkel grau-braun. Die Oberseite hat eine olivfarbene Tönung. Das Gesicht ist rötlich oder bläulich. Die Beine sind rot oder dunkelgrau.

## Verbreitung und Lebensraum
Das Tonga-Großfußhuhn ist die einzige lebende Art der Großfußhühner in Tonga, wo es in prähistorischer Zeit vier oder fünf Arten gegeben hatte, wie man durch Fossilfunde weiß. Außerdem ist es die einzige Art in Polynesien. Ähnliche Aussterbe-Ereignisse gab es auf Fidschi und Neukaledonien, wo in der Vorgeschichte offenbar drei Arten existierten. Die Art selbst war einst weiter verbreitet und kam in den meisten Teilen Tonga, Samoas und Niues vor. Die Ursache dieses Aussterbens und dieser Rückgänge war die Ankunft von Menschen auf den Inseln und die damit verbundene Jagd von erwachsenen Tieren und insbesondere der Raub von Eiern sowie Schäden  durch eingeführte Arten.
Auf Niuafoʻou haben wahrscheinlich die geringe menschliche Bevölkerung und die Abgeschiedenheit des Lebensraums wohl die Bestände gerettet. Beim einzigen Megapoden, der die Ankunft des Menschen in Westpolynesien überlebte, „wurden die Nistplätze der Megapoden vom regierenden Häuptling sorgfältig kontrolliert, um so das weitere Überleben dieser Population sicherzustellen“ („the megapode nesting grounds were carefully controlled by the ruling chief, thus assuring the continued survival of this population“).
Der natürliche Lebensraum sind tropische feuchte Tieflandwälder. Auf Niuafoʻou kommt die Art am häufigsten in der zentralen Kaldera vor. Das Großfußhuhn brütet seine Eier wie alle Megapoden nicht selbst aus; stattdessen vergräbt die Art sie in warmen vulkanischen Sanden und Böden. Auf Inseln in früheren Teilen seines Verbreitungsgebiets ohne Vulkane bildete er vermutlich Hügel aus verrottender Vegetation und legte dort seine Eier ab. Die Jungvögel sind sofort nach dem Schlüpfen flugfähig.

## Status und Schutz

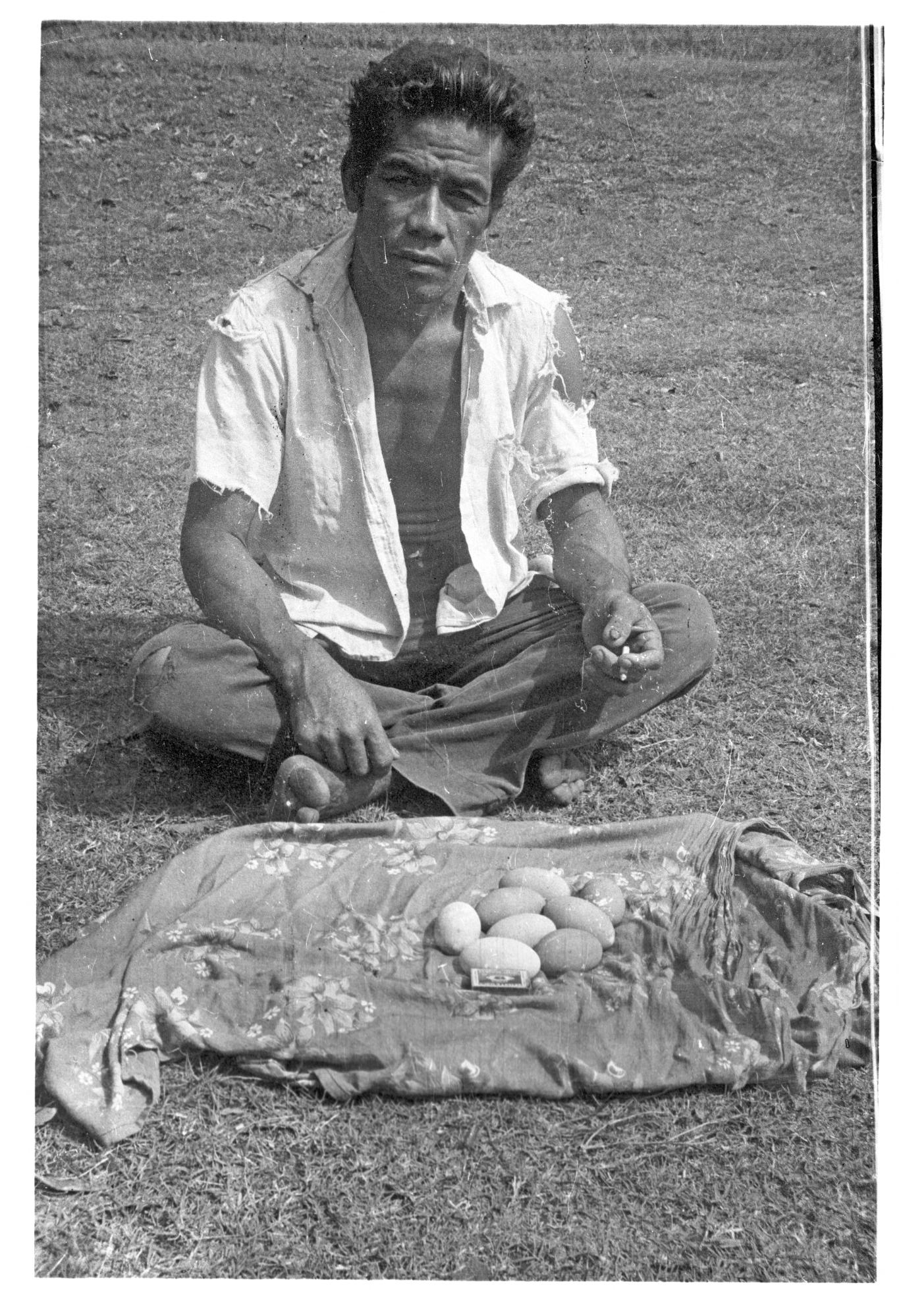
Eier des Tonga-Großfußhuhns, gesammelt am Lake Vai Lahi, Niuafoʻou, 1967.

Der Tonga-Megapode ist hauptsächlich durch dieselben Faktoren bedroht, die zu seinem Rückgang im übrigen Polynesien geführt haben. Seine Eier werden trotz des theoretischen Schutzes der Regierung immer noch von der örtlichen Bevölkerung geerntet, und es findet teilweise immer noch Bejagung statt. Der Art wird offenbar ein gewisser Schutz geboten, da es schwierig ist, ihren Lebensraum zu erreichen. Aufgrund der Anfälligkeit der einzelnen Population wurde versucht, Eier dieser Art auf neue Inseln, Late und Fonualei, umzusiedeln. Die Umsiedlung auf Fonualei war erfolgreich und schätzungsweise 350–500 Vögel brüten dort inzwischen. Untersuchungen von Late ergaben, dass die Umsiedlung dort fehlgeschlagen war.